# Stakloplastika
Stakloplastika (ponekad i fiberglas) je složeni materijal (kompozit) od staklenih niti međusobno povezanih sintetskom smolom. Zbog dobrih mehaničkih svojstava (čvrstoće i elastičnosti) i otpornosti na kemijske utjecaje uvelike se primjenjuje kao zamjena za druge materijale (drvo, staklo, metal) u mnogim proizvodnim granama (brodogradnji, procesnoj industriji, izradbi sportske opreme i drugo).

## Stakleno vlakno
Stakleno vlakno je umjetno vlakno dobiveno iz rastaljenoga stakla (taline) izvlačenjem niti i namatanjem na brzorotirajući valjak (filamentna vlakna) ili centrifugalnim postupkom uz puhanje stlačenim zrakom (kratka vlasasta vlakna). Rabi se staklo različitih vrsta i svojstava koja su posljedica različitih kemijskih sastava, odnosno specifičnog udjela pojedinih oksida. Ovisno o vrsti i svojstvima stakla, ono se označava slovnom oznakom: 
- AR-staklo je, zahvaljujući povećanom udjelu cirkonijeva oksida, otporno na alkalije pa se od njega proizvode vlakna za armiranje betona;
- C-staklo je otporno na kemikalije te se upotrebljava za proizvodnju mikrovlakana za primjenu u kemijskoj industriji;
- za D-staklo tipičan je određeni udjel borova oksida, a uz kemijsku i toplinsku otpornost takva vlakna pokazuju i posebna dielektrična svojstva;
- E-staklo ima velik električni otpor;
- vlakna od S-stakla i HS-stakla odlikuju se velikom čvrstoćom,
- a jedino vlakna od M-stakla, koje sadrži berilijev oksid, imaju visoki Youngov modul elastičnosti.

Staklena vlakna općenito su čvrsta, negoriva, većinom otporna na kemikalije i dobrih izolacijskih svojstava, ali kruta i krta; savitljivost nužna za tekstilnu preradbu i raznoliku primjenu postiže se velikom finoćom niti (promjer manji od 40 μm, a kod mikrovlakana iznosi i samo nekoliko nanometara).